# Geognosia
Geognosia é a denominação que durante o século XIX foi dada ao ramo da ciência geológica que tinha como objecto o estudo da estrutura da Terra, a origem e disposição das camadas rochosas e dos fósseis e suas mútuas relações. O termo geognosia foi inventado pelo pioneiro da mineralogia Abraham Gottlob Werner nos anos finais do século XVIII. Actualmente, a geognosia, tal com a geogenia, foi incorporada na Geologia, sendo em geral considerada como a origem da actual geologia estrutural.